# Fraissinet-de-Lozère
Fraissinet-de-Lozère là một xã ở tỉnh Lozère trong vùng Occitanie, phía nam nước Pháp. Khu vực này có độ cao trung bình 1060 mét trên mực nước biển.